# Кардона, Эдвин
Э́двин Андре́с Кардо́на Бедо́йя (исп. Edwin Andrés Cardona Bedoya; род. 8 декабря 1992, Медельин) — колумбийский футболист, полузащитник клуба «Атлетико Насьональ». Выступал за сборную Колумбии.

## Клубная карьера
Кардона — воспитанник клуба «Атлетико Насьональ». 15 февраля 2009 года в матче против «Америки» из Кали он дебютировал за команду в Кубке Мустанга. 20 июля в поединке против «Америки» Эдвин забил свой первый гол за «Ателтико Насьональ». В 2011 году он помог команде чемпионом Колумбии.
В начале 2012 года Кардона на правах аренды перешёл в «Санта-Фе». 6 февраля в матче против «Депортес Толима» он дебютировал за команду. 12 февраля в поединке против «Кукута Депортиво» Эдвин забил свой первый гол за «Сант-Фе». В том же сезоне Кардона во второй раз стал чемпионом Колумбии.
После возвращения в «Насьональ» Эдвин вновь был отдан в годовую аренду в «Атлетико Хуниор». 3 февраля в матче против «Энвигадо» он дебютировал за новую команду. В этом же поединке он забил свой первый гол за «Хуниор».
В 2014 году Кардона вернулся в «Атлетико Насьональ» и в помог родному клубу выиграть национальное первенство. В начале 2015 года Кардона перешёл в мексиканский «Монтеррей». Сумма трансфера составила 4,3 млн евро. 12 января в матче против «Леонес Негрос» он дебютировал в мексиканской Примере. 18 января в поединке против «Пачукм» Эдвин забил свой первый гол за команду.
Летом 2017 года на правах аренды Кардона перешёл в аргентинский «Бока Хуниорс». 27 августа в матче против «Олимпо» он дебютировал в аргентинской Примере. 29 октября в поединке против «Бельграно» Эдвин забил свой первый гол за «Боку Хуниорс». В 2018 году в розыгрыше Кубка Либертадорес против перуанского «Альянса Лима» и парагвайского «Либертада» он забил по голу. В том же году Эдвин помог команде выиграть чемпионат. В начале 2019 года Кардона был арендован «Пачукой». 6 января в матче против своего бывшего клуба «Монтеррей» он дебютировал за новую команду. 10 марта в поединке против «Тихуаны» Эдвин забил свой первый гол за «Пачуку».
В начале 2020 года Кардона подписал контракт с «Тихуаной.» 22 февраля в матче против «Гвадалахары» он дебютировал за новый клуб. Летом того же года в поисках игровой практики Эдвин на правах аренды вернулся в «Бока Хуниорс» в составе которого, стал обладателем Кубка Аргентины. В начале 2022 года Кардона присоединился в «Расингу» из Авельянеды. 13 февраля в матче против «Химнасии Ла-Плата» он дебютировал за новую команду. 17 февраля в поединке против «Дефенсы и Хустисии» Эдвин забил свой первый гол за «Расинг».

## Международная карьера
В 2011 году Кардона в составе молодёжной сборной Колумбии принял участие в молодёжном чемпионате Южной Америки в Перу. На турнире он сыграл в матчах против команд Чили, Аргентины, Парагвая, Уругвая и дважды против Эквадора и Бразилии. В поединках против парагвайцев, бразильцев и эквадорцев Эдвин забил четыре гола.
11 октября 2014 года в товарищеском матче против сборной Сальвадора Чара дебютировал за сборной Колумбии. 30 марта 2015 года в поединке против сборной Кувейта Эдвин забил свой первый гол за национальную команду.
В 2015 году в составе сборной Эдвин принял участие в Кубке Америки в Чили. На турнире он сыграл в матчах против сборных Аргентины и Венесуэлы.
Летом 2016 года Кардона во второй раз принял участие в Кубке Америки в США. На турнире он сыграл в матчах против команд Парагвая, Перу, Чили, Коста-Рики и дважды США.
В 2019 году Кордона в третий раз принял участие в Кубке Америке в Бразилии. На турнире он сыграл в матчах против сборных Парагвая и Чили. В 2021 году Кордона в четвертый раз принял участие в Кубке Америки в Бразилии. На турнире он сыграл в матчах против команд Эквадора, Венесуэлы, Аргентины и дважды Перу. В поединке против эквадорцев Эдвн забил гол.

### Голы за сборную Колумбии
| #   | Дата           | Место                                     | Противник | Счёт | Результат | Соревнование                        |
| --- | -------------- | ----------------------------------------- | --------- | ---- | --------- | ----------------------------------- |
| 01. | 30 марта 2015  | Мохаммед бин Зайед Стэдиум, Абу-Даби, ОАЭ | Кувейт    | 1:2  | 1:3       | Товарищеский матч                   |
| 02. | 8 октября 2015 | Роберто Мелендес, Барранкилья, Колумбия   | Перу      | 2:0  | 2:0       | Квалификация к чемпионату мира 2018 |
| 03. | 24 марта 2016  | Эрнандо Силес, Ла-Пас, Боливия            | Боливия   | 2:3  | 2:3       | Квалификация к чемпионату мира 2018 |
| 04. | 6 октября 2016 | Дефенсорес дель Чако, Асунсьон, Парагвай  | Парагвай  | 0:1  | 0:1       | Квалификация к чемпионату мира 2018 |
| 05. | 7 июня 2017    | Нуэва-Кондомина, Мурсия, Испания          | Испания   | 1:1  | 2:2       | Товарищеский матч                   |
| 06. | 14 июня 2021   | Арена Пантанал, Куяба, Бразилия           | Эквадор   | 1:0  | 1:0       | Кубок Америки 2021                  |

## Статистика

### Сборная
| Команда  | Год   | Игр | Голы |
| -------- | ----- | --- | ---- |
| Колумбия |       |     |      |
| 2014     | 2     | 0   |      |
| 2015     | 10    | 2   |      |
| 2016     | 12    | 2   |      |
| 2017     | 7     | 1   |      |
| 2018     | 2     | 0   |      |
| 2019     | 4     | 0   |      |
| 2020     | 2     | 0   |      |
| 2021     | 6     | 1   |      |
| Всего    | Всего | 45  | 6    |

## Достижения
Командные
 «Атлетико Насьональ»
- Победитель чемпионата Колумбии (3): Апертура 2011, Апертура 2012, Апертура 2014
- Финалист Южноамериканского кубка (1): 2014

 «Бока Хуниорс»
- Победитель чемпионата Аргентины (1): 2017/18
- Обладатель Кубка Аргентины (1): 2019/20
- Финалист Кубка Либертадорес (1): 2018

Международные
 Колумбия
- Бронзовый призёр Кубка Америки (2): 2016, 2021